# Editorial Cuadernos del Vigía
Cuadernos del Vigía es una editorial española orientada a la publicación de autores noveles y también a la recuperación de figuras de la literatura española del exilio.

## Historia
La editorial fue fundada en 1997 en Granada por Miguel Ángel Arcas, con la intención de dar a conocer a nuevos valores de la poesía española del momento; pronto los intereses del sello se ampliaron a otros géneros como el relato breve, el microrrelato o los aforismos, y, desde 2009, a la novela, con la reedición de la obra de Max Aub y de diversas escritoras exiliadas tras la guerra civil española.

## Catálogo
Al género lírico pertenecen las primeras colecciones alimentadas por la casa, llamadas Serie Menor y Serie Mayor. El primer libro de la Serie Menor se tituló como la editorial: Cuadernos del Vigía (1997); se trataba de una antología de autores (casi todos ellos nacidos en la décadas de 1940 y 1950) con una trayectoria relativamente consolidada, como Javier Egea, Luis García Montero, Rafael Guillén, Ángeles Mora,  José Carlos Rosales, Álvaro Salvador o Luis Muñoz. Le siguieron diversos poemarios, entre los que cabe destacar Luces dentro del bosque (2000), de Juan Antonio Bernier. De la Serie Mayor cabe citar El baile (2002), obra del mismo  editor, Miguel Ángel Arcas; Breve antología del tiempo (2008), del poeta cubano Waldo Leyva; Todas las mentiras (2006), de Javier Benítez Láinez, y Sonetos del extraño (2007), del argentino Andrés Neuman.
El catálogo se extendió hacia la narrativa con dos nuevas colecciones: la colección Microrrelatos, especializada en este género singular, y la serie Cuadernos del Vigía, dedicada al relato corto y en la que han publicado autores como Cristina García Morales, Ángel Olgoso o Carmen Peire. Esta tendencia a la literatura breve continuó con la colección Aforismos, reforzada con la creación en 2013 del Premio Internacional José Bergamín de Aforismos.
Finalmente, la editorial entró de lleno en la novela con la colección Ediciones a la Carta, en la que se reeditó gran parte de la obra de Max Aub, una de las principales figuras de la llamada literatura española del exilio. «Rescatar la obra y la figura de Max Aub es una de mis mayores satisfacciones como editor. Creo que era de justicia volver a poner en manos de los lectores una obra inconmensurable, llena de sentido y actualidad», afirmó Arcas. Precisamente las voces femeninas de la literatura española del exilio protagonizan la colección La Mitad Olvidada, que, como indica su nombre, redime del olvido a un buen número de literatas e intelectuales en su mayoría exiliadas tras la guerra: Rosa Chacel, Carmen Conde, Concha Méndez, Carmen de Burgos, Mada Carreño, Silvia Mistral y Carlota O’Neill, entre otras.

## Distinciones
Cuadernos del Vigía fue galardonada en 2010 con el X Premio del Centro Andaluz de las Letras al Fomento de la Lectura por la concepción y desarrollo del proyecto «Relatos para Leer en el Autobús» (2005-2006). Cada mes, la editorial imprimía en formato de bolsillo un relato breve, normalmente de reconocidos autores españoles, que se distribuía gratuitamente en los autobuses granadinos; la iniciativa tuvo tanto éxito que fue imitada en otras provincias andaluzas. Los cuentos editados quedaron recogidos en dos antologías: Relatos para leer en el autobús (2006) y Nuevos relatos para leer en el autobús (2009).